# Морисон (Илиноис)
Морисон (енгл. Morrison) град је у америчкој савезној држави Илиноис. По попису становништва из 2010. у њему је живело 4.188 становника.

## Демографија
Према попису становништва из 2010. у граду је живело 4.188 становника, што је 259 (5,8%) становника мање него 2000. године.
| Група             | 2000.         | 2010.         |
| Белци             | 4.283 (96,3%) | 3.979 (95,0%) |
| Афроамериканци    | 32 (0,7%)     | 33 (0,8%)     |
| Азијати           | 9 (0,2%)      | 6 (0,1%)      |
| Хиспаноамериканци | 105 (2,4%)    | 110 (2,6%)    |
| Укупно            | 4.447         | 4.188         |